# Sprite Vallis
La Sprite Vallis è una struttura geologica della superficie di Ariel.